# Opecarcinus peliops
Opecarcinus peliops is een krabbensoort uit de familie van de Cryptochiridae. De wetenschappelijke naam van de soort is voor het eerst geldig gepubliceerd in 1989 door Kropp.